# Джеббисон, Дэниел
Дэ́ниел Дэ́вид Дже́ббисон (англ. Daniel David Jebbison; родился 11 июля 2003, Оквилл, Канада) — английский и канадский футболист, нападающий клуба «Борнмут» и сборной Канады. Выступает на правах аренды за клуб «Престон Норт Энд».

## Клубная карьера
Родился в Оквилле (Канада), в 2017 году переехал с матерью в Англию. В 2018 году стал игроком футбольной академии клуба «Шеффилд Юнайтед». 24 декабря 2020 года отправился в аренду в клуб «Чорли», за который провёл 2 матча. После возвращения из аренды дебютировал в основном составе «Шеффилд Юнайтед» в матче Премьер-лиги против «Кристал Пэлас» 8 мая 2021 года. 16 мая 2021 года в матче Премьер-лиги против «Эвертона» Дэниел забил свой первый гол за клуб на 7-й минуте. Этот гол стал победным для «клинков», а Джеббисон в возрасте 17 лет и 309 дней стал самым молодым игроком в истории клуба, вышедшим в стартовом составе в матче Премьер-лиги, а также самым молодым автором гола в Премьер-лиге, забившим в своём дебютном матче.

## Карьера в сборной
29 марта 2021 года дебютировал за сборную Англии до 18 лет в матче против сборной Уэльса.
В 2025 году дебютировал за сборную Канады.

## Достижения
Сборная Англии (до 19 лет)
- Победитель чемпионата Европы (до 19 лет): 2022